# 偽君子 (喜劇)

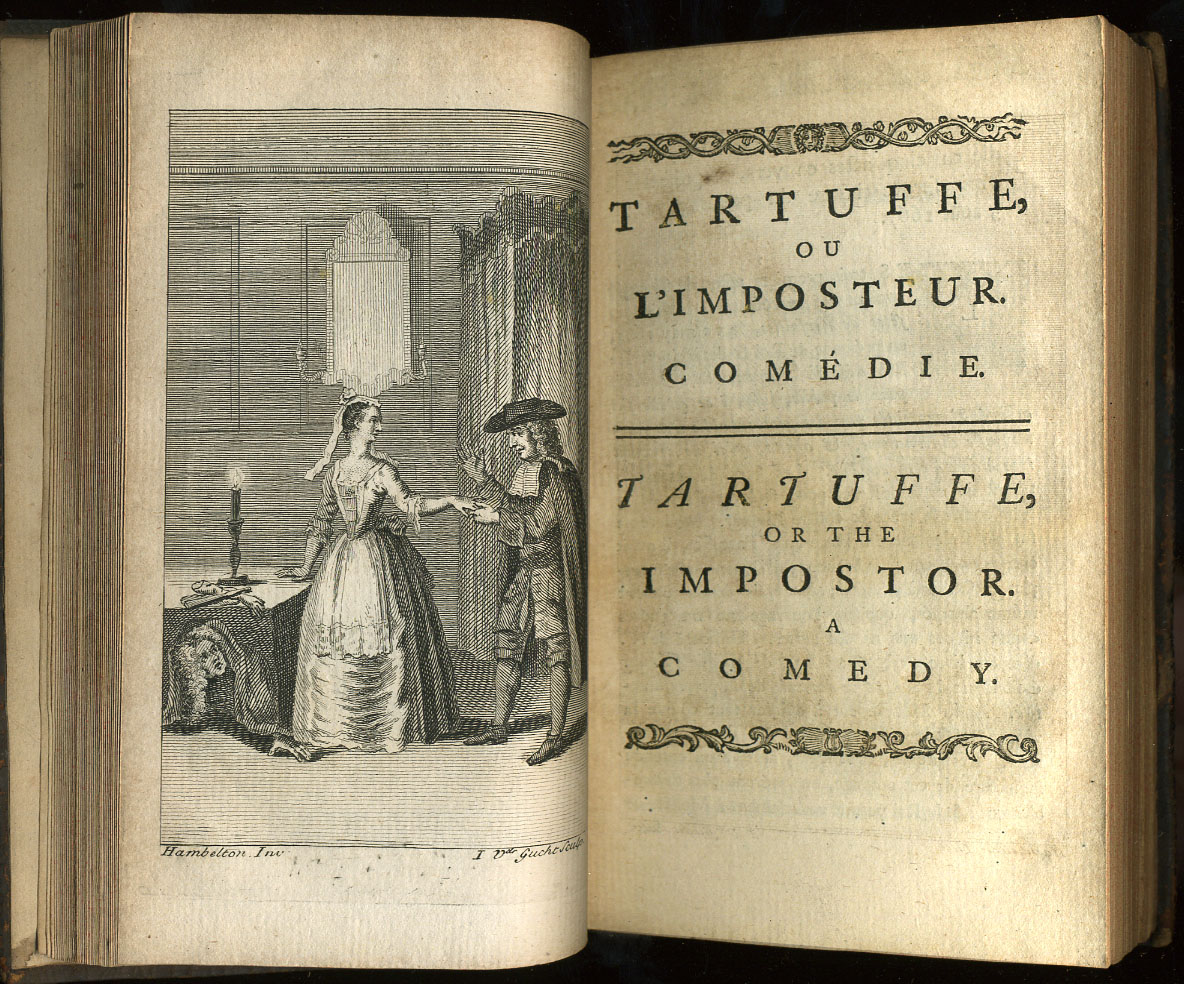
《偽君子》劇本的卷頭插畫和書名頁，取自1739年的英、法語對照版本。卷頭版畫描繪「偽君子」塔杜夫被富商的妻子愛米爾設計，而在富商奧爾岡（躲在桌下）面前調戲她的場景。

《偽君子》（法語：Tartuffe, ou l'Imposteur），又稱《達爾德杜佛》是莫里哀的一部喜劇作品，也是他最著名的劇作之一。

## 人物介紹
奧爾貢
艾耳密爾：奧爾貢的妻子
瑪麗亞娜：奧爾貢的女兒
達米斯：奧爾貢的兒子
桃麗娜：瑪麗亞娜的侍女
法賴爾：瑪麗亞娜的情人
達爾德杜佛

## 外部連結
- 劇情總覽（法文）
- 古騰堡計畫免費網路版本 （页面存档备份，存于）（英文）
- 古騰堡計畫免費網路版本 （页面存档备份，存于）（現代英語）
- 戲劇歷史 （页面存档备份，存于）